# Stichopogon parvipulvillatus
Stichopogon parvipulvillatus là một loài ruồi trong họ Asilidae. Stichopogon parvipulvillatus được Lehr miêu tả năm 1975. Loài này phân bố ở vùng Cổ Bắc giới.